# Winkelsett
Winkelsett est une commune allemande de l'arrondissement d'Oldenbourg, Land de Basse-Saxe.

## Géographie
Winkelsett comprend les quartiers de Barjenbruch, Hackfeld, Harjehausen, Heitzhausen, Hölingen, Kellinghausen, Kieselhorst, Mahlstedt, Reckum, Rüdebusch, Spradau, Winkelsett et Wohlde.
|              | Prinzhöfte | Harpstedt   |
| Wildeshausen | Winkelsett | Beckeln     |
|              | Colnrade   | Twistringen |

## Source, notes et références
- (de) Cet article est partiellement ou en totalité issu de l’article de Wikipédia en allemand intitulé « Winkelsett » (voir la liste des auteurs).